# Arrest Lindenbaum/Cohen
Het arrest Lindenbaum/Cohen (HR 31 januari 1919, NJ 1919, p. 161) is een arrest van de Nederlandse Hoge Raad met betrekking tot onrechtmatige daad. Het arrest gaf een ruimere betekenis aan het begrip onrechtmatige daad volgens de toenmalige artikelen 1401 BW (onrechtmatig doen) en 1402 BW (onrechtmatig nalaten). Voordien werd een daad alleen als onrechtmatig aangemerkt als het ook 'onwetmatig' was, de zogeheten enge (in de zin van nauwe of beperkte) opvatting van de onrechtmatige daad — zie bijvoorbeeld het arrest Zutphense waterleiding in de laatste cassatiezaak voordat de Hoge Raad in 1919 "omging". Na dit arrest werd de opvatting verruimd en konden voortaan ook handelingen, die ingingen tegen de zorgvuldigheid die men in het maatschappelijke verkeer jegens andermans persoon of goed dient te hebben, als onrechtmatig 'doen' of 'nalaten' worden aangemerkt. Voortaan kon men dus ook op grond van een ongeschreven rechtsplicht, buiten een contractsbepaling of een toepasselijke wettelijke regeling, aansprakelijk worden gehouden voor schade.
Molengraaf eindigde zijn annotatie bij het arrest met de volgende volzin: "Er is door ons hoogste rechtscollege zelden een arrest gewezen, waarvan zoo heilzame invloed op ons rechtsleven mag worden verwacht.” Dit arrest is een ommekeer geweest voor de manier waarop de Hoge Raad zaken over de onrechtmatige daad behandelde, maar ook meer algemeen, hoe hij omging met interpretatie van wetten in civiele zaken. De jurisprudentie die in dit arrest werd gevormd, is intussen gecodificeerd (in de wetgeving opgenomen) in artikel 6:162 BW.
De strekking van de uitspraak gold als baanbrekend "om kortsluiting te voorkomen tussen het maatschappelijk leven en het recht".

## Casus
Lindenbaum en Cohen hadden ieder een drukkerij in Amsterdam. Cohen had een bediende van Lindenbaum omgekocht, zodat deze informatie aan hem gaf over offertes en dergelijke. Lindenbaum kwam achter deze bedrijfsspionage. Hij eiste vervolgens schadevergoeding van Cohen op grond van onrechtmatige daad.

## Procesgang
De rechtbank wees de vordering van Lindenbaum toe, maar in hoger beroep werd de vordering alsnog afgewezen. Het probleem met de vordering van Lindenbaum was dat de bedrijfsspionage van Cohen niet in strijd met de wet was. Volgens de toen heersende vaste rechtspraak kon van onrechtmatige daad alleen sprake zijn als iemand handelde in strijd met een wettelijke rechtsplicht.
De Hoge Raad kwam op die regel terug en verwoordde het als volgt:

dat onder onrechtmatige daad is te verstaan een handelen of nalaten, dat óf inbreuk maakt op eens anders recht, óf in strijd is met des daders rechtsplicht óf indruischt, hetzij tegen de goede zeden, hetzij tegen de zorgvuldigheid, welke in het maatschappelijke verkeer betaamt ten aanzien van eens anders persoon of goed, terwijl hij door wiens schuld ten gevolge dier daad aan een ander schade wordt toegebracht, tot vergoeding daarvan is verplicht

## Publicatie
Het arrest was met de hand geschreven en werd oorspronkelijk alleen gepubliceerd in het tijdschrift Nederlandse Jurisprudentie (NJ). Op 31 januari 2019, de honderdste verjaardag van het arrest, werd de tekst ervan alsnog geplaatst in het online te raadplegen jurisprudentieregister van de rechtspraak. Op die dag organiseerde de Hoge Raad ook een symposium over het arrest, dat werd afgesloten met een mini-opera onder de titel NJ 1919, p. 161 (een verwijzing naar de oorspronkelijke publicatie).

## Verdere ontwikkeling
- In het arrest Artist de Laboureur zou de Hoge Raad nog geen vier jaar later voor enige tijdelijke verwarring zorgen door de in de artikelen 1374 lid 3 en 1375 BW (oud) neergelegde contractuele uitwerking van de open norm van Lindenbaum/Cohen terzijde te stellen. De in de wet opgenomen opdracht de overeenkomst te goeder trouw ten uitvoer te brengen (art. 1374 lid 3 BW oud) kon niet hetzelfde betekenen als ‘naar de eisen van redelijkheid en billijkheid’. Redelijkheid en billijkheid zouden namelijk zelf geen normering kennen, doch bieden slechts hulp bij het stellen van vragen en missen de voor rechtsvinding vereiste normatieve scherpte.